# Gorzów Wielkopolski
Gorzów Wielkopolski, abreviado Gorzów Wlkp. ([ˈɡɔʐuf vʲɛlkɔˈpɔlskʲi]ⓘ, en alemán: Landsberg an der Warthe), es una ciudad de 125.780 habitantes (2005) situada en el occidente de Polonia, a las orillas del río Varta. Desde 1999 es una de las dos capitales del voivodato de Lubusz (junto con Zielona Góra), y anteriormente había sido la capital del voivodato de Gorzów (1975-1998).

## Deporte

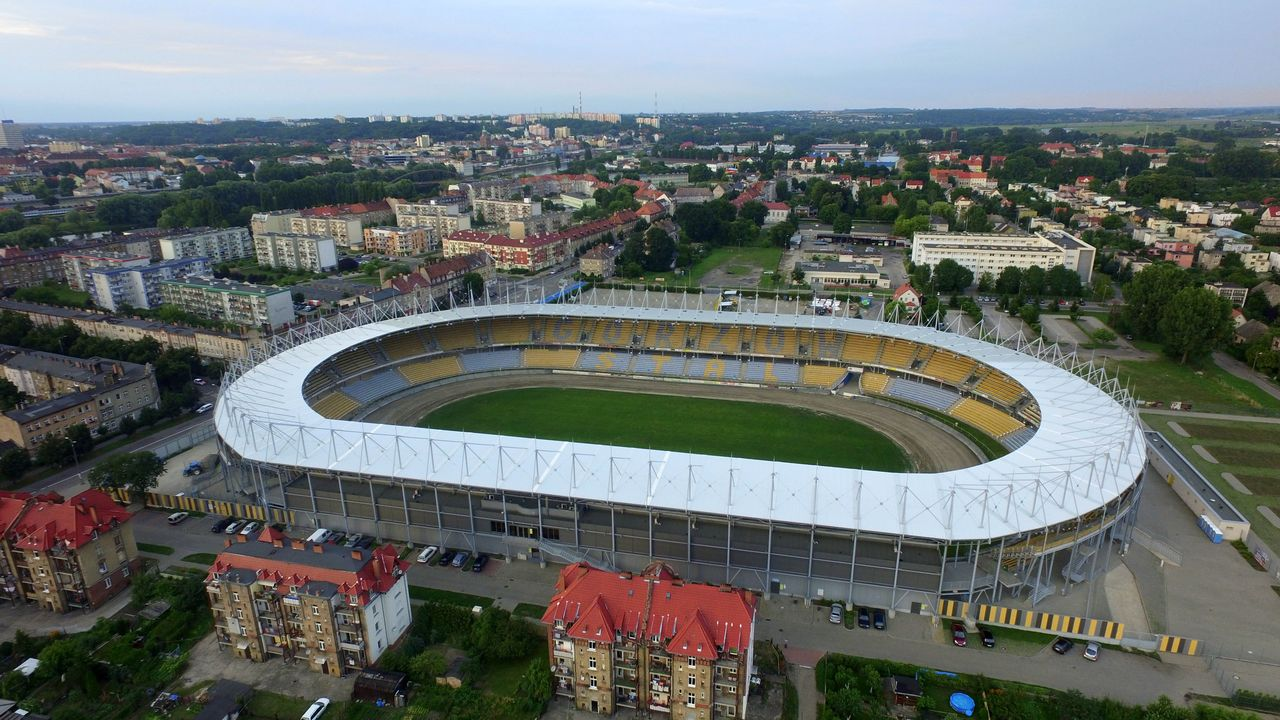
Estadio de speedway

El club deportivo más popular de Gorzów Wielkopolski es Stal Gorzów Wielkopolski, uno de los clubes de speedway polacos más exitosos. El club Stal Gorzów Wielkopolski milita en la Speedway Ekstraliga (la liga de speedway más poderosa del mundo) y es nueve veces campeón de Polonia, la última vez en 2016. En Gorzów se celebran las competiciones de la serie Grand Prix de Speedway.
También hay clubes de fútbol en la ciudad Stilon Gorzów Wielkopolski y Warta Gorzów Wielkopolski, ambos jugando en las ligas inferiores.

## Galería de imágenes

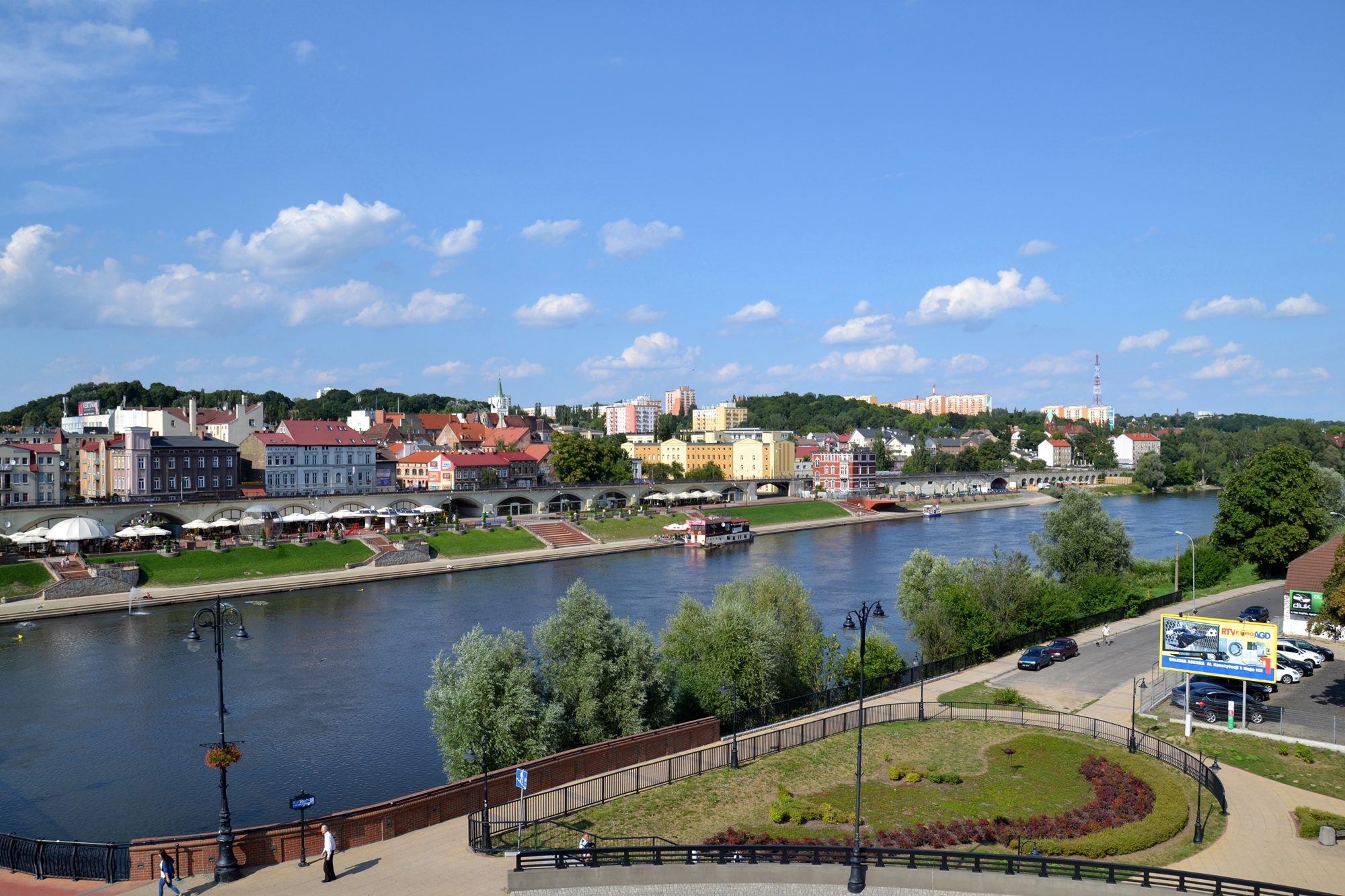
Bulevar en el río Varta
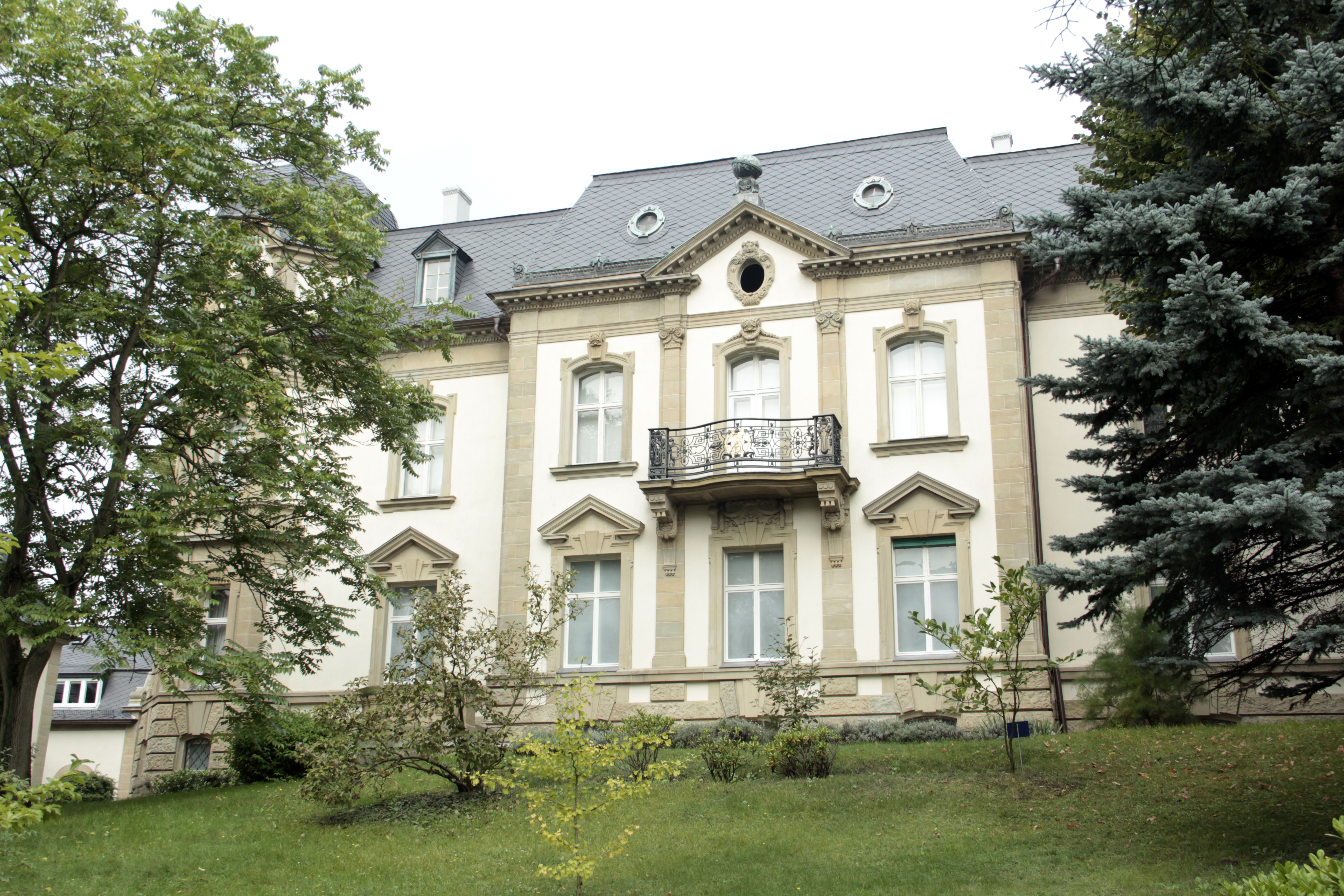
Museo en Gorzów
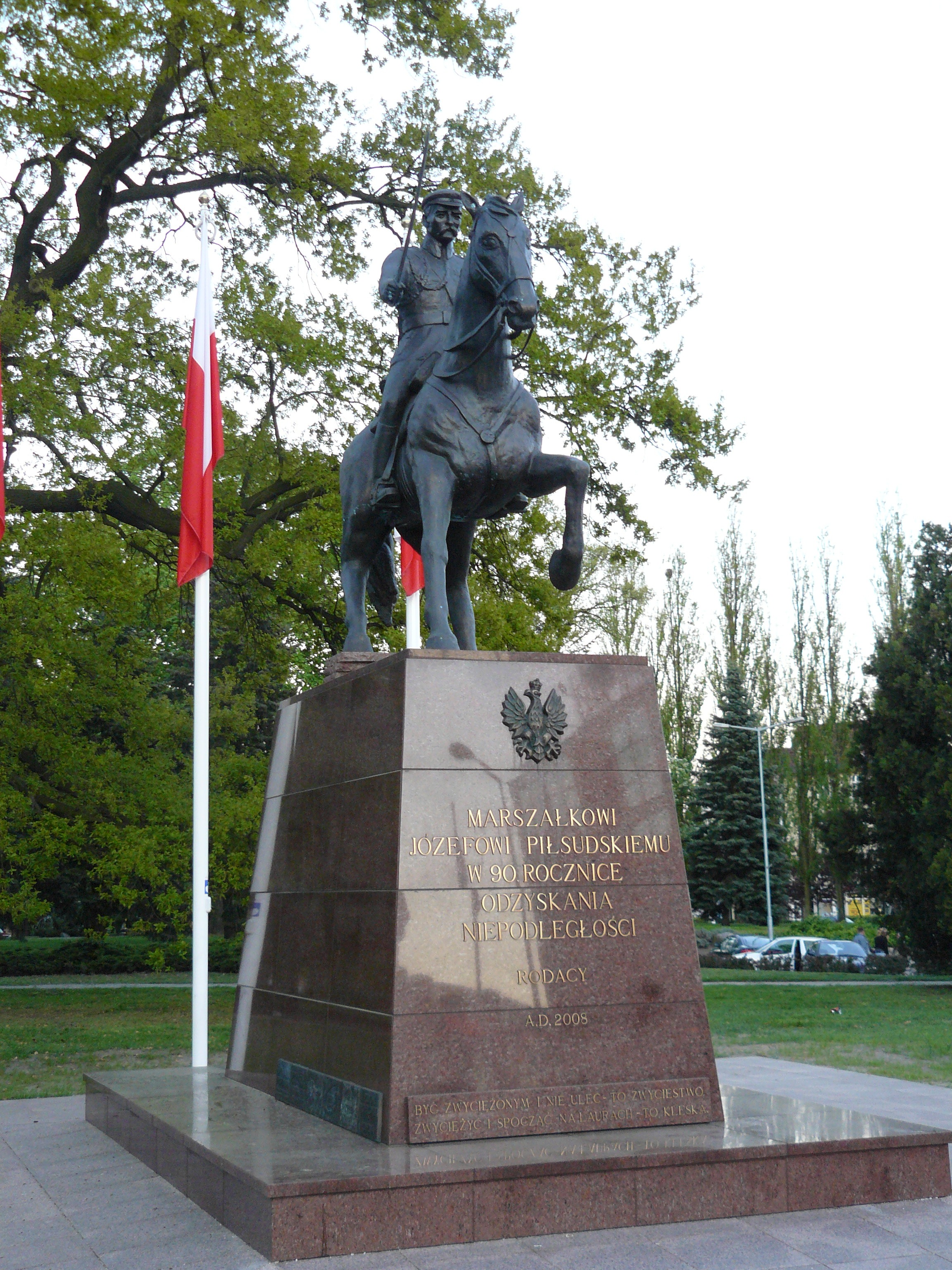
Monumento a Józef Piłsudski

## Ciudades hermanadas
- Cava de' Tirreni (Italia)
- Teramo (Italia)
- Eberswalde (Alemania)
- Fráncfort del Óder (Alemania)
- Herford (Alemania)
- Verden (Alemania)
- Jönköping (Suecia)
- Hazleton (Estados Unidos)